# Queen's Park FC
Queen's Park Football Club je skotský fotbalový klub se sídlem v Glasgow. Klub vznikl v roce 1867 a je nejstarším skotským fotbalovým klubem. Hraje na stadionu Hampden Park. Klub vyhrál 10× skotský pohár. Barvy jsou černá a bílá.
Až do roku 2019 byl klub čistě amatérský, i když hrál v lize s profesionálními soupeři. Amatérismus je vyjádřen i v latinském mottu v klubovém logu „Ludere Causa Ludendi“ (česky Chcete hrát kvůli hraní).

## Úspěchy
- Skotský pohár (10): 1874, 1875, 1876, 1880, 1881, 1882, 1884, 1886, 1890, 1893
- Finalista anglického poháru: 1884, 1885